# آرثر ستيوارت
آرثر ستيوارت (بالإنجليزية: Arthur Stewart)‏ (13 يناير 1942 ببيليمينا في المملكة المتحدة - 3 مارس 2018) هو لاعب كرة قدم بريطاني في مركز الوسط. شارك مع منتخب أيرلندا الشمالية لكرة القدم. أما مع النوادي، فقد لعب مع بروكلين نتس وديربي كاونتي وغلينتوران وليسبورن ديستليري ونادي كليفتونفيل وديترويت كوجرز ونادي بيليمينا يونايتد ونادي بانغور.

## وصلات خارجية
- آرثر ستيوارت على موقع قاعدة بيانات كرة القدم.إي يو (الإنجليزية)
- آرثر ستيوارت على موقع ناشيونال فوتبول تيمز (الإنجليزية)
- آرثر ستيوارت على موقع عالم كرة القدم.نت (الإنجليزية)